# Spotprent op de luiheid
Spotprent op de luiheid is een gravure, toegeschreven aan de Antwerpse prentkunstenaar Frans Huys, mogelijk naar een verloren gegaan werk van de Bossche schilder Jheronimus Bosch.

## Voorstelling
De eigenlijke, Middelnederlandse titel van het werk luidt Die met Lanterfantery altoos ghequelt zyn, moeten deur luyaerdy oock meest sonder ghelt zyn (Diegenen die voortdurend geplaagd worden door lanterfanterij, moeten het als gevolg van hun luiheid ook altijd zonder geld stellen). De strekking van de prent is dus: luiheid en nutteloos gedrag leiden tot een leven in armoede. Dit wordt voorgesteld door negen van tekst voorziene scènes, waaronder een paar dat een hond vlooit, een man die een haantje uitlaat en een groep mensen die naar een ooievaar kijkt. Links bevindt zich een herberg genaamd Inden Luyaert.

## Toeschrijving
De gravure bevat linksonder de opschriften ‘Hieronimus Bos inuentor’ (bedenker Jheronimus Bosch) en ‘Ioan Galle excudit’ (gegraveerd door Joannes Galle). De gravure wordt echter toegeschreven aan Frans Huys.